# Matthias Praxenthaler
Matthias Praxenthaler (* 27. Februar 1971 in Bonn) ist ein deutscher Schriftsteller. Er lebt und arbeitet in München und Berlin.

## Werke
- Horst der Held. Roman. dtv, München 1999. Neuauflage 2009, ISBN 978-3-423-21134-5.
- Zahnschmelz im Land des Lachens. Kurzgeschichte. In: Helga Dick, Lutz-W. Wolff (Hrsg.): Money Honey. dtv, München 2000. ISBN 978-3-423-20374-6.
- Das weiße Känguruh. Roman. dtv, München 2006. ISBN 978-3-423-24513-5.
- Froschschenkel auf Kraut – Eine Reise ans Ende der deutsch-französischen Freundschaft. Roman. praxvalley, 2011. ISBN 978-3-943319-00-2.
- Neunundneunzig – Ein liebes Buch. praxvalley, 2013. ISBN 978-3-943319-01-9.
- Froschschenkel auf Kraut – Eine Reise ans Ende der deutsch-französischen Freundschaft. Roman. dtv, München 2014. ISBN 978-3-423-21524-4.